# 24104 Vinissac
24104 Vinissac este un asteroid din centura principală de asteroizi.

## Descriere
24104 Vinissac este un asteroid din centura principală de asteroizi. A fost descoperit pe 9 noiembrie 1999 la Fountain Hills (Arizona) de Charles W. Juels. Asteroidul prezintă o orbită caracterizată de o semiaxă mare de 2,27 ua, o excentricitate de 0,10 și o înclinație de 7,3° în raport cu ecliptica.